# 燕山駅 (北京市)
燕山駅（えんざんえき）は、中華人民共和国北京市房山区に位置する北京地下鉄燕房線の駅。

## 駅構造

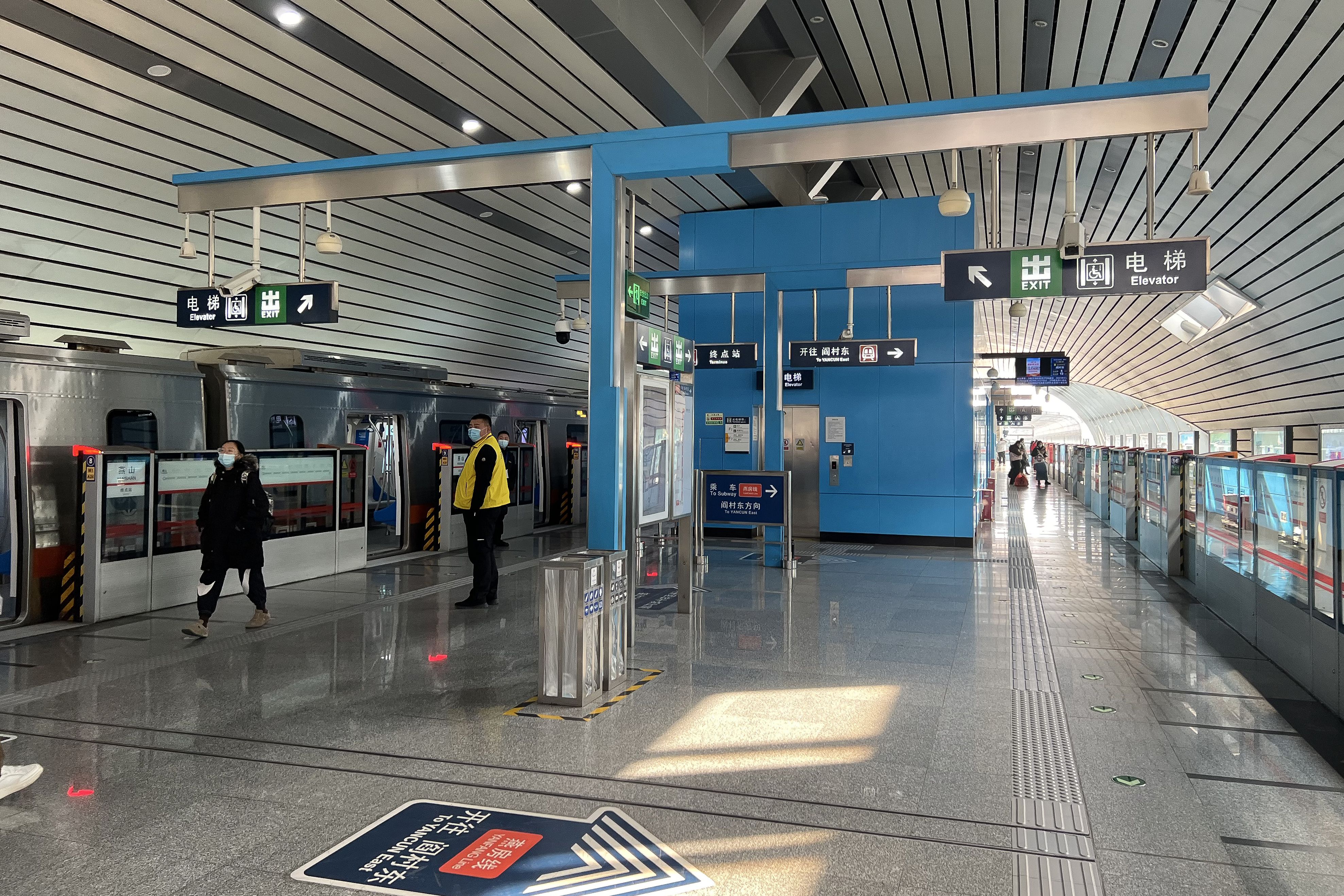
ホーム

- 地上駅。

## 駅周辺
- 燕山山脈
- 燕山体育館

## 歴史
- 2017年12月30日 - 開業[1]。

## 隣の駅
北京地下鉄
■燕房線
房山城関駅 - 燕山駅